# بول سميث (روائي)
بول سميث (بالإنجليزية: Cordwainer Smith)‏ (و. 1913 – 1966 م) هو روائي، وكاتب، وعالم نفس، وكاتب خيال علمي، وضابط أمريكي، ولد في ميلواكي، ويسكنسن، توفي في بالتيمور، عن عمر يناهز 53 عاماً، بسبب نوبة قلبية.

## التعليم
تعلم في جامعة جونز هوبكينز
.

## وصلات خارجية
- بول سميث على موقع IMDb (الإنجليزية)
- بول سميث على موقع ميوزك برينز (الإنجليزية)
- بول سميث على موقع إن إن دي بي (الإنجليزية)
- بول سميث على موقع ديسكوغز (الإنجليزية)
- بول سميث في قاعدة بيانات الأفلام على الإنترنت